# António Francisco Jaca
António Francisco Jaca SVD (* 3. November 1963 in Quessua, Angola) ist ein angolanischer Ordensgeistlicher und römisch-katholischer Bischof von Benguela.

## Leben
António Francisco Jaca trat der Ordensgemeinschaft der Steyler Missionare und empfing am 29. September 1990 durch den Bischof von Malanje, Eugénio Salessu, die Priesterweihe.
Papst Benedikt XVI. ernannte ihn am 6. Juni 2007 zum Bischof von Caxito. Der Kardinalpräfekt der Kongregation für die Evangelisierung der Völker, Ivan Dias, spendete ihm am 22. Juli desselben Jahres im Priesterseminar von Luanda die Bischofsweihe; Mitkonsekratoren waren  Damião António Franklin, Erzbischof von Luanda, und Luis María Pérez de Onraita Aguirre, Bischof von Malanje. Die Amtseinführung im Bistum Caxito fand am 14. Oktober 2007 statt.
Papst Franziskus ernannte ihn am 26. März 2018 zum Bischof von Benguela. Die Amtseinführung fand am 9. Juni desselben Jahres statt. Das Bistum Caxito verwaltete er während der bis zum 16. August 2020 andauernden Sedisvakanz weiter als Apostolischer Administrator.